# Marian Mariański
Marian Mariański, także Knake-Mariański, właśc. Marian Knake-Zawadzki (ur. 20 października 1888 w Lublinie, zm. 1 sierpnia 1913 w Krakowie) – polski aktor teatralny.

## Życiorys
Był synem Stanisława Knake-Zawadzkiego i Marii z Mańkowskich oraz bratem Karola Karlińskiego, również aktora. Do zawodu przygotowywał go ojciec i pod jego dyrekcją debiutował na scenie Teatru Ludowego w Krakowie w 1902 (pod nazwiskiem Zawadzki). W latach 1903–1906 występował w Teatrze Polskim w Poznaniu, a następnie latem 1906 grał w Wilnie w kaliskim zespole teatralnym, kierowanym przez jego ojca. Lata 1907–1908 spędził w Warszawie, występując w Teatrze Małym, a następnie otrzymując angaż w Warszawskich Teatrach Rządowych. W 1908 roku przeniósł się do Krakowa, gdzie występował do końca życia. Zmarł po krótkiej chorobie i dwóch operacjach. Został pochowany w grobowcu rodzinnym na cmentarzu Rakowickim w Krakowie (kwatera XVIb).